# Lalla Salma
Princezna Lalla Salma Marocká (rozená Salma Bennaniová, arabsky الأميرة للا سلمى‎; * 10. května 1978 Fes) je bývalá manželka krále Mohammeda VI. Marockého. Vzali se v roce 2002 a ona se stala první manželkou marockého vládce, která byla veřejně uznána. V oficiální funkci byla naposledy viděna v prosinci 2017, a později bylo v roce 2018 oznámeno, že se s Mohammedem VI rozvedli.

## Dětství a vzdělání
Narodila se ve Fesu Hajj Abdelhamid Bennani, univerzitnímu učiteli z Fesu. Její matka Naïma, rozená Bensouda, zemřela, když jí byly tři roky. Od té doby ji a její sestru vychovávala babička z matčiny strany, Hajja Fatma Abdellaoui Maâne. Žila v Rabatu se svou sestřenkou Sairou, kde spolu byly často viděny na veřejnosti.
Své vzdělání získala v Rabatu, kde navštěvovala soukromé školy - Lyceum Hassana II., Lyceum Moulay Youssef, a l'École Nationale Supérieure d'Informatique et d'Analyse de Systèmes. Svého budoucího manžela poznala na soukromé oslavě v roce 1999. Po dokončení inženýrského studia pracovala několik let jako technik informačních služeb v ONA Group, největší soukromé holdingové firmě v zemi (která je rovněž řízená marockou královskou rodinou).

## Sňatek a děti
S králem Muhammadem VI., s nímž se poprvé setkala na soukromém večírku v roce 1999, se zasnoubila 12. října 2001. Vzali se 12. října 2001 (nikah) a 21. března 2002 (zifaf) v Dar al-Machzin v Rabatu, a při sňatku jí byl udělen osobní titul princezny s oslovením Její královská Výsost.
Rozvod páru byl neoficiálně oznámen dne 21. března 2018 a Lalla Salma poté přestala vykonávat veřejné oficiální povinnosti.

### Potomci
| Jméno                      | Datum narození | Místo narození                 | Věk |
| -------------------------- | -------------- | ------------------------------ | --- |
| Korunní princ Mulaj Hassan | 8. května 2003 | Královský palác, Rabat, Maroko | 22  |
| Princezna Lalla Chadidža   | 28. února 2007 | Královský palác, Rabat, Maroko | 18  |

## Panovnické role
Z titulu Její Výsosti podporuje nadaci proti rakovině a Fezský festival duchovní hudby (Fez Sacred Music Festival). Setkala se s mnoha zahraničními královskými protějšky během oficiálních návštěv v Maroku, kde se ujala role jejich hostitelky, nebo též během královských setkání, například s královnou Raniou Jordánskou, Paolou Belgickou, královnou Sofií, šejchou Mozou Katarskou, norským korunním princem Haakonem Norským a korunní princeznou Mette-Marit Norskou, princeznou Maximou Nizozemskou, princeznou Mathildou Belgickou, infantkou Kristýnou Španělskou nebo princeznou Tamakado Japonskou.
V dubnu 2011 to byla právě ona, kdo reprezentoval Marocké království na svatbě prince Williama z Walesu a Catherine Middletonové. Marockého panovníka a zemi zastupovala na setkáních v Thajsku, Japonsku nebo Francii. V Maroku založila asociaci prevence rakoviny a byla aktivní v programu prevence HIV/AIDS v Africe.
Absolvovala mnoho zahraničních návštěv, zúčastnila se mnoha konferencí a symposií s tématem nemoci (HIV-AIDS, rakovina) nebo ženské emancipace. Nedávn

## Tituly a vyznamenání
- 1978–2002: slečna Salma Bennani (1978–2002)
- 2002–současnost: Její královská Výsost princezna Lalla Salma

### Vyznamenání
- velkokříž Řádu Leopoolda II. – Belgie, 5. října 2004[13]
- velkokříž Řádu Isabely Katolické – Španělsko, 14. ledna 2005[14]
- velkokříž Řádu za zásluhy – Senegal, 1. srpna 2008